# 珍妮·杰克逊
珍妮·达米塔·乔·杰克逊（英語：Janet Damita Jo Jackson，1966年5月16日—），美国女歌手、词曲作家、演员及舞者，以發行一系列涉及廣泛爭議之題材、帶有性暗示的音樂作品，以及出色的現場舞台表演效果而名。她是演艺圈传奇家族杰克逊家族中最小的孩子（排行第九），并与她的兄长迈克尔·杰克逊一同成为20世纪80年代至今流行音乐界最重要的符号之一。1976年，她在描写自己家族的电视真人影辑《杰克逊一家》（The Jacksons）中出道，随后又在70年代末至80年代初出演了如《美好时光》（Good Times）、《名扬四海》（Fame）等多部电视剧。1982年，珍妮与A&M唱片签约，开啟了她的歌唱事业。
1986年，第三张录音室专辑《控制》（Control）令珍妮·杰克逊开始成为流行偶像。她与著名音乐制作人吉米·吉姆與特里·李維斯合作，开创性的将流行音乐融合了多种音乐流派，大大影响了新杰克摇摆曲風的发展，成为当时流行音乐界的时尚先驱。1989年，第四张录音室专辑《节奏国度》（Janet Jackson's Rhythm Nation 1814）更缔造了连续七首TOP 5单曲的紀錄，创下流行乐壇的先例。
进入90年代，珍妮已成为了各大唱片公司爭相签约的巨星。1991年，她与维京唱片签下了一张具体金额保密但保守估计高达数千万美元的唱片合约，成为当时音乐史上最高签约费的歌手。1993年，发行加入维京唱片后的首張专辑《珍妮》（janet.）依然取得了爆炸性的成功，并完美塑造她的性感象徵至今。同年，珍妮主演的第一部电影《写诗的贾斯廷斯》（Poetic Justice）上映。90年代末，《公告牌》杂志评选珍妮为十年来最成功的艺人第二位（仅次于玛丽亚·凯莉）。
珍妮·杰克逊凭借全世界累积唱片销量过亿的成绩，成为最暢銷的女艺人之一。2008年，《公告牌》杂志发布公告牌百强单曲榜50年成绩总结，珍妮位列第七位。2010年，该杂志发布“過去25年来50位最佳节奏布鲁斯/嘻哈艺人”评选，珍妮位列第五位。2016年，该杂志將珍妮评為第二成功的舞曲夜店艺人（仅次于麦当娜）。2019年，珍妮入选搖滾名人堂。她所获得的殊榮还包括5座格萊美獎、11座公告牌音乐獎及全美音乐獎等。
私人生活方面，珍妮曾在2002年与嘻哈歌手傑梅因·杜普里交往至2009年。2017年，珍娜與第三任前夫育有她唯一的一位孩子。

## 生活及事业

### 1966-1982：童年与电视工作

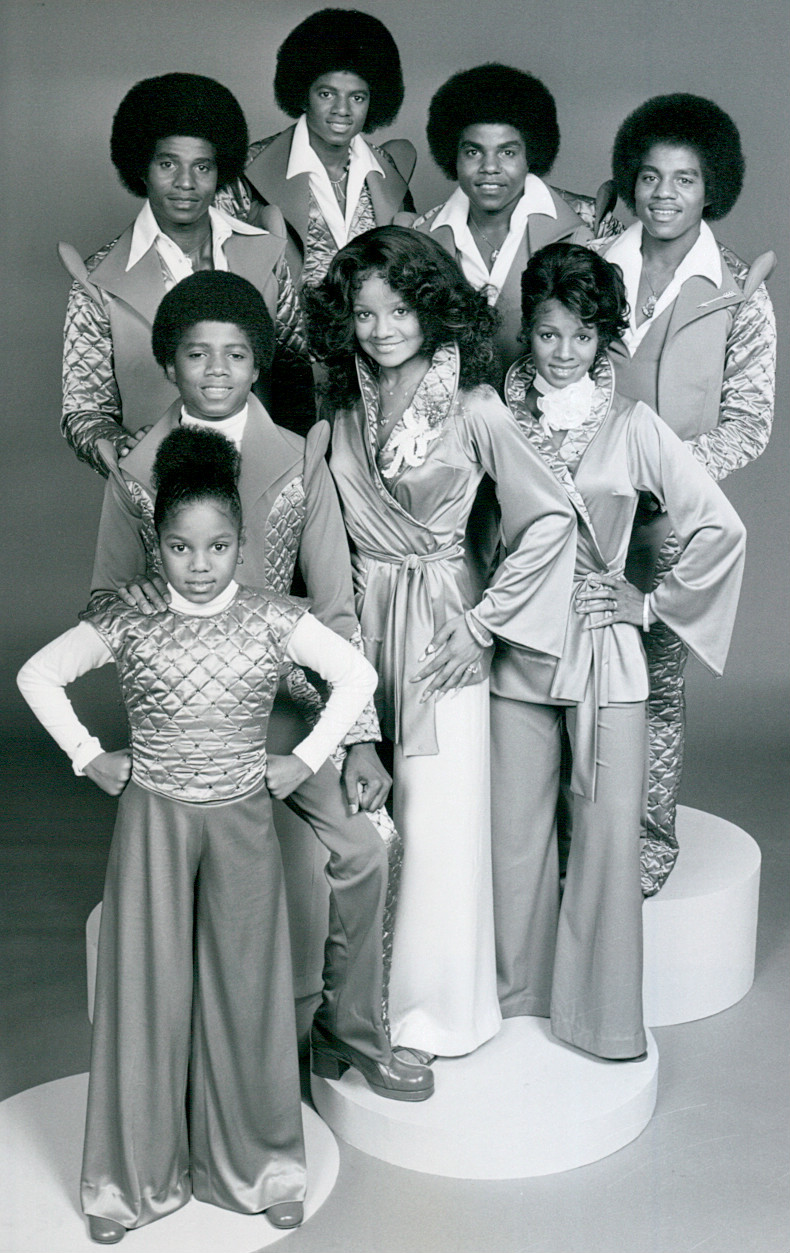
1977年《杰克逊一家》（The Jacksons）电视影辑的宣传照片，珍妮位于最前排

珍妮·杰克逊出生于印第安纳州加里市聖瑪麗憐憫醫院，是凯瑟琳·杰克森与约瑟夫·杰克森的第十个孩子（其中一子布兰登·杰克森早夭）
杰克逊一家位于社会的中下层阶级，并且是虔诚的耶和华见证人派的教徒。虽然珍妮从小被作为一个耶和华见证人派而抚养长大，但是成年之后就没有再遵循教派的教义和意见生活。珍妮自己也形容自己与上帝的关系是独特的“一对一”般的。作为杰克逊家族的老幺，当她还在蹒跚学步的时候，她的兄长杰基、蒂托、杰梅因、马龙和迈克尔就组成了杰克逊五人组在夜总会和剧院演出。1969年3月，杰克逊五人组与摩城唱片签下一纸合约。随着组合在摩城唱片旗下推出4支单曲相继成为冠军而取得的成功，杰克逊一家的生活得以改善，并得以搬到加利福尼亚州洛杉矶的圣栎郡。虽然出生于一个音乐世家，但是珍妮从小更希望长大之后成为一名赛马骑师，而不是一个艺人。儘管如此，她的父亲仍然安排她向娱乐事业发展。珍妮曾说：“从来没有人问过我是不是想进入娱乐圈...这都已经是安排好的。”
1974年珍妮7岁时，她在她兄姊在拉斯维加斯美高梅赌场的歌舞秀中登场。在Jane Cornwell於2002年发行为珍妮所撰写的传记《Janet Jackson》中提到，在珍妮8岁那年，她的父亲约瑟夫告诉她不能再叫他「爸爸」了，因为他是她的经纪人。从此之后，她将直接称呼他为「约瑟夫」。她作为一名演员在CBS1976年的拍摄的描写她家庭的真人影辑《杰克逊一家》正式出道。在剧中与她的兄姊、瑞比、兰迪、迈克尔、蒂托、马龙、拉托亞和杰基共同演出。1977年，她被制作人诺曼·利尔选中，在情景喜剧《美好时光》中饰演Penny Gordon Woods。1979年至1980年，她又在电视剧《新式家庭》中饰演Jojo Ashton，在1981年至1982年的电视剧《细路仔》中也看得到她的身影。1982年起，她在电视剧《名扬四海》中饰演了主要角色Cleo Hewitt，并参演了四个播映季。事后珍妮承认，这份工作并不是她所喜欢的。

### 1982–1985：早期唱片
虽然珍妮对发展自己的音乐事业并不是特别的热衷，但是她还是同意和她的家庭成员一起录制唱片。1978年，她和她的哥哥兰迪一起出版发行了一张名为《Love Song for Kids》的唱片。当16岁的时候，她的父亲安排她与A&M唱片公司签约。她的首张个人专辑《珍妮·杰克逊》於1982年发行，由灵魂乐歌手Angela Winbush、René Moore和Leon F. Sylvers III制作，并由她的父亲全程监制。该专辑在公告牌R&B专辑榜上最高排名第六。
珍妮的第二张专辑《夢幻街》於1984年发行，她的父亲找来了她的兄弟帮助完成这张专辑。马龙负责编写了两首歌曲，而蒂托、迈克尔和杰基负责和声。该专辑在R&B榜上最高排名第19位，销量也较上一张专辑差。专辑中唯一一首热门歌曲《Don't Stand Another Chance》也只在公告牌R&B单曲榜上排名第九。1984年年末，珍妮与儿时的伙伴、同事，R&B歌手James DeBarge私奔。但是这段婚姻1985年就宣告终止。1985年，珍妮和姐姐拉托亞一起参加了雅马哈世界歌谣祭，并获得银奖以及最佳歌曲奖。

### 1986–1988：《控制》
在发行完兩張个人专辑后，珍妮决定将自己的演艺事业脱离她的家族。她后来评论道：「我只是想离开我的家庭，摆脱我父亲的控制。而告诉我父亲说我不想再和他一起工作了，正是我人生当中所做的最艰难的事情之一。」A&M唱片公司的主管John McClain随后雇佣了制作人Jimmy Jam and Terry Lewis和珍妮合作。经过6周的努力，他们完成了珍妮的第三张录音室专辑《控制》。珍妮回忆到，在她录制这张专辑的时候，她在明尼阿波利斯的酒店外面被一群男人威胁，她描述当时的情形说：「当一群男人开始跟踪我时，我觉得危险向我袭来。但是我并没有退缩或者寻求Jimmy和Terry的保护，我鼓足了勇气反抗，并让他们退缩了。这也是我后来创作《下流》与《看你做的好事》这两首歌的灵感所在，他们都出自于一种自我防卫的意识。」
虽然Jimmy Jam和Terry Lewis也希望能吸引各族群的注意力以及视听口味，但他们的首要目标仍然是将珍妮塑造成一个典型的美国黑人女歌手。Jimmy Jam评论这张专辑时说道：「我们希望创作一张迎合每一个美国黑人家庭的唱片，这也是我们一直以来的目标。」1986年2月，第三張錄音室专辑《控制》上市，获得了爆炸性的成功，并在同年7月以单周20万张的销量在告示牌專輯榜中奪冠。《洛杉磯時報》的评论家Connie Johnson写道：「虽然歌手仍然是一个青少年，但是却有非常坚定、冷静以及成熟的观点。她清晰的剖析了当今青少年的青涩岁月，并用音乐的肌腱将他们串联起来。」《新闻周刊》评论这张专辑时认为这张专辑结合了佩蒂·拉貝爾和惠特尼·休斯頓的伤感情歌和华丽编曲效果。Rob Hoerburger在《滚石杂志》上评价《控制》这张专辑比黛安娜·羅絲近5年来的所有专辑都要出色，而且将珍妮形容为年轻的唐娜·桑默，並断言她将不会固步自封而会以自己的脚步不断的超越。
专辑中有五支单曲《看你做的好事》、《下流》、《每當想起你》、《控制》和《慢慢來》打入了告示牌單曲榜前五名，其中单曲《每當想起你》成为珍妮的第一支全美冠军单曲。此外《The Pleasure Principle》也打入了20强，最高排名第14位。专辑《控制》中大多数音乐录影带的编舞都由当时尚名不见经传的寶拉·阿巴杜操刀。《公告牌杂志》评论道：「珍妮·杰克逊的音乐录音带也给MTV电视台带来了巨大的影响，并使得这个原本只是一个普通的摇滚乐音乐频道转变成了时尚音乐的新指标。」
《控制》在美国获得了RIAA五白金的销量认证，并在全世界创造了超过一千四百万张的销量记录。而专辑在全美音乐奖上所创的十二项提名的记录至今无人可破，并获得四项大奖。专辑也获得了葛莱美奖年度最佳专辑提名的肯定。

### 1989–1992：《节奏国度1814》和首次巡演
1989年9月，珍妮发行了第四张录音室专辑《节奏国度1814》。虽然A&M唱片公司希望延续上一张专辑《控制》的风格，但是珍妮本人坚持在新专辑中添加更多的现实信息，用她的歌曲来表达自己对爱情和两性关系的观点。她说：“我并不幼稚，我知道一张专辑或者一首歌曲不能改变世界，我只希望我的音乐和我的舞蹈能够吸引住观众的注意力，并保持足够长的时间，让他们能听出歌词中我想表达的东西。”专辑制作人Jimmy Jam在接受《波士頓環球報》采访时说：“我们总有一台电视机是开着的，通常都转到CNN频道...我想专辑中现实题材的歌曲像《节奏国度》、《State of the World》和《The Knowledge》的创作灵感都来源于此。”《滚石杂志》的Vince Aletti在文章中称：“他观察到珍妮·杰克逊所关注的议题已经从个人情感转向了整个社会中所存在的问题：不公正、不文明、犯罪、毒品——包罗万象。”
这张告示牌專輯榜冠军专辑最终获得了美国六白金的销量认证，在全球已售出了超过1400万张。而这张专辑也成为音乐史上唯一一张连续三年均产生告示牌單曲榜冠军单曲的专辑，1989年4週冠軍的《想念你》、1990年3週冠軍的《掙脫束縛》和1週冠軍的《黑貓》，以及1991年1週冠軍的《愛少了你不完整》，同時这也是历史上唯一一张7支单曲均打入单曲榜前五位的专辑。而珍妮为专辑所拍摄的音乐录影带《节奏国度1814》獲得了1990年格莱美奖最佳长篇音乐录影带奖（Best Music Video - Long Form）。《公告牌》也宣布《节奏国度1814》是1990年销量最高的专辑。珍妮依著这张专辑展开名为Rhythm Nation World Tour的首次世界巡演，也是唱片歌手首次世界巡回演唱会中成绩最佳的。当珍妮开始自己的巡演之后，她开始意识到自己对流行音乐的影响。《旧金山纪事报》的Joel Selvin评论道：「这个23岁的年轻人刷新了一系列的记录，成为MTV的新指标，以及整个国家青少年少女的国民偶像。」而时任黑人学院联合基金副总裁的William Allen则对《洛杉矶时报》说：「珍妮·杰克逊是所有青少年应该学习的榜样，她本人通过专辑《节奏国度》中的歌词，向这个国家的青少年传递了正面的信息。」她也与黑人学院联合基金共同设立了“节奏王国奖学金”，并从演唱会的收入中捐助此项以及其他教育计划，总计金额超过50万美元。根据2000年英国出版社勞特利奇出版的《勞特利奇世界妇女百科全书：全球妇女议题及知识》中记载：「珍妮·杰克逊凭借在当时的成功，使她成为世界上最成功的音乐人之一，能与麥當娜、蒂娜·透娜以及她的兄长麥可·傑克森并肩。」
专辑《节奏国度1814》发行后，珍妮与A&M唱片公司正式约满，顿时她成为各大唱片公司追逐邀约的对象。1991年，在维京唱片的老板理查德·布蘭森亲自接洽下，珍妮与该厂牌签下了一纸唱片合约。虽然合同的具体金额没有公布，但是业内人士大致预计合同金额约在3200万美元至5000万美元之间，这也使她成为当时音乐史上最值钱的音乐人。这个记录随后被她的哥哥迈克尔·杰克逊与Sony公司6500万美元的续约合同所打破。黑人杂志《Ebony》评价道：“任何人和团体，都没有像近期分别签下价值数千万唱片美元合约迈克尔和珍妮兄妹这样来震撼这个世界的娱乐界。虽然他们有众多的模仿者，但是却极少有能像他们这样令人惊叹的风格和风度的出现。”珍妮的时尚指标的地位也进一步的稳固，在她超过200万歌迷参与的世界巡演中，无数的少女模仿她穿起了特质的黑色军装式样的夹克，黑色紧身裤和白色大衬衫。同年，珍妮与她长期的伙伴、舞蹈家、作曲家、导演René Elizondo, Jr.秘密结婚。1992年，她与著名歌手路德·范德鲁斯合作，為电影《过路财神》演唱主題曲《自由最可貴》。

### 1993–1996：《珍妮》、電影《写诗的贾斯廷斯》、登上滾石杂志封面和《十年有成精选輯》

珍妮·杰克逊1993年在滾石杂志的封面

1992年8月，当珍妮·杰克逊完成了自己首部担纲主演的电影《馬路羅曼史》的拍摄工作之后，她开始着手计划推出自己在维京旗下的首张专辑。专辑于1992年9月开始制作，在次年春天完成。1993年5月，珍妮推出了第五张录音室专辑《珍妮》，专辑一上市就获得巨大的成功，迅速登上了告示牌專輯榜的榜首。而关于专辑的名称，珍妮解释道：“当然，很多人肯定会觉得我是依靠着我的姓氏来成功的...这就是我只把我自己的名字放在封面上的缘故。也因此，我从来没有让我的哥哥们来帮我创作和制作音乐。”《公告牌》杂志的Larry Flick评论道：“珍妮在这张专辑中将自己的音乐领域进一步的扩大，浩室音乐、搖擺樂、嘻哈、摇滚以及加勒比海风格的音乐元素与珍妮招牌式的电台放克音乐充分结合在了一起。”《滚石》杂志则写道：“作为美国黑人「皇室家族」的小公主，珍妮所做的一切事情都是重要的。无论是宣布将自己掌握自己的生活，摆脱别人的「控制」(《控制》, 1986)，还是率领一个舞蹈军团与这个社会中所存在的问题对抗(《節奏國度》, 1989)，她总是充满了影响力。而当她在自己的新专辑《珍妮》中散发自己无穷的性感和成熟魅力时，这同样也是文化史上重要的一刻。”2004年出版的《新滚石专辑指南》中提到，专辑中的8週冠军单曲并获得1994年格莱美奖最佳R&B歌曲奖的《愛就是這樣》、2週冠軍的《再一次》以及其他Top 10单曲如《如果》、《因為愛》、《你要這個》和《無論何時何地》都富含了一种“长大成人之后的欲望”。《珍妮》这张专辑最终由RIAA认证为6白金专辑，在全世界范围内也销售了超过2000万张。
1993年7月，珍妮第一次担任主演的电影《写诗的贾斯廷斯》上映，她与说唱巨星图派克饰演男女主角。《滚石》杂志评论珍妮的表演“虽然青涩但作为首次领衔还算有趣”，而《华盛顿邮报》则称她的表演“略显古怪”。其他的评论也相对负面，《娱乐周刊》的Owen Gleiberman称：“她并不是一个称职的女演员，她塑造的形象除了像丘比洋娃娃那样有张可爱的塑料面具之外，个性上毫无棱角。”尽管如此，她为电影配唱的抒情歌曲《再一次》提名了金球奖最佳原创歌曲和奧斯卡最佳电影原创歌曲奖項。
1993年9月，珍妮登上了《滾石》杂志的封面。只穿了一条低腰牛仔裤的珍妮上半身全裸，只由一个男人从背后伸手盖住了她的双乳。这张由传奇时尚摄影师Patrick Demarchelier亲自操刀的摄影作品，就是《珍妮》专辑封面照片的完整版。而那个身藏珍妮背后的男人一直也是娱乐界的一大问号之一。直到後來，才有相关知情人士透露这位男子就是当时与珍妮秘婚的René Elizondo, Jr.。《温哥华太阳报》的Sonia Murray随后报道说：“杰克逊，27岁，继续确立了她时尚偶像和性感符号的形象，而《滚石》杂志的这张杰克逊封面...可谓是今年最知名以及最震撼的杂志封面。”而作家David Ritz则把她与马文·盖伊做比擬，认为珍妮从专辑《節奏國度》至《珍娜》的转变，向世人发布了自己性解放的宣言，就像当年马文·盖伊从专辑《What's Going On》至《Let's Get It On》寻求突破一样，都是一种自我意识的觉醒。珍妮随即展开的第二次世界巡回演唱会Janet World Tour也取得了巨大的成功。《旧金山纪事报》的Michael Snyder评价珍妮的舞台表演突破了传统意义上歌手体育馆演唱会与剧场狂想曲之间的界限。
这段时间，她的兄长迈克尔正深陷于猥亵儿童丑闻之中，虽然迈克尔否认了全部的罪行，但是舆论界却紧盯他不放。而珍妮也给予了她哥哥巨大的支持。她公开否认他们的姐姐拉托亞·傑克森在1991年出版的自传《La Toya: Growing Up in the Jackson Family》中对他们的父母从小虐待他们的指控，并在接受《Ebony》杂志采访时宣称，她认为她的姐姐将自己封闭起来，和她的家族已经疏远了，并沉迷于自己的幻想之中。这主要是归咎於她的丈夫Jack Gordon对她进行长期洗脑的结果。与此同时，她也批评他們的兄长傑曼·傑克森在1991年发表的单曲《Word to the Badd!!》中对迈克尔的抨击。1995年5月，珍妮和迈克尔合唱單曲《吶喊》，描述了因猥亵儿童丑闻舆论界给他们的家族所带来的巨大压力和痛苦。这支单曲首周进榜排名第五，成为乐坛史上首支发行第一周就荣登Top 5的单曲。而单曲的音乐录影带也被吉尼斯世界纪录评定为“史上耗资最巨大的音乐录影带”，成本逾700万美元之巨。这对兄妹也憑藉这支MV获得了1996年格莱美奖最佳音乐录影带短篇奖。
1995年10月，珍妮推出了自己的首张新歌加精选专辑《Design of a Decade 1986/1996》，这张由A&M唱片与维京合作的精选集，在告示牌專輯榜上首周排名第四，最高排名第三。专辑中的主打单曲《逃离》则是第一位女歌手发行首周便打入单曲榜Top10的单曲，最高排名第三。《Design of a Decade 1986/1996》經RIAA认证为双白金专辑，全世界的累积销量也達到了400万张。通过这张专辑，珍妮进一步确立了自己在乐坛的地位，《波士顿环球报》的Steve Morse写道：“说起这个世界上最有影响力的女性精英时，你会不由的想到珍妮·杰克逊、邦妮·雷特、麥當娜和小野洋子，她们的影响力不可估量。你现在还能说珍妮没有达到她的哥哥迈克尔那样的高度吗？”精选专辑的推出也完成了珍妮与维京的唱片合约，这又使得她成为唱片工业各大巨头争相招揽的巨星。1996年1月，珍妮与维京唱片续约，签约费高达8000万美元。这张合约使得她再一次成为音乐史上签约费最高的艺人，甚至高于她的兄长迈克尔6500万美元和麥當娜6000万美元的合同。十年之内，珍妮两次创造了历史。

### 1997–1999：《华丽的冒险》
经过两年的筹备与制作，珍妮於1997年10月发行了睽違四年的第六张录音室专辑《華麗的冒險》，首次进榜即登上告示牌專輯榜冠军。在这段时间里，珍妮也一直饱受憂鬱症与焦慮症的困扰。《波士頓環球報》的Michael Saunders认为这张专辑本身就是珍妮与忧郁症搏斗过程的写照，并形容这张专辑是“一次严格的自省，也是一次用音乐来记录的自我发现的旅程”。而《華麗的冒險》也将施虐与受虐与珍妮的音乐相结合。著名乐评《偏锋杂志》的Eric Henderson写道：“《華麗的冒險》是一张充满黑色元素的杰作，加上内页中的铁链和皮鞭，没有什么东西能比情感上的赤裸更加性感了。”《告示牌》的Larry Flick称这张专辑是“今年美国乐坛最好的专辑，也比她之前的五张专辑更加出色。”1997年9月，专辑的首波主打单曲《失去了才了解》通过电台公开，在Billboard Radio Songs上最高排名第12。这张单曲节选了一小段Joni Mitchell经典名曲《Big Yellow Taxi》中的一小段旋律，并由饶舌歌手Q-Tip与珍妮共同演绎。《失去了才了解》的音乐录影带也获得了1998年葛萊美獎最佳短篇音乐录影带奖。专辑的第二首单曲《再次重逢》取得了空前的成功，成为珍妮第八首告示牌單曲榜冠军单曲。这一成绩也使她和Elton John、Diana Ross和The Rolling Stones等传奇音乐人打平。连续46周保持在美国单曲榜榜单之内，在英国单曲榜中也连续上榜了19周。专辑的第三首单曲《我好寂寞》也打入了美国单曲榜Top 3。专辑在世界范围内总共销售了1000万张，而在美国则获得了RIAA三白金的销量认证。
珍妮将单曲《再次重逢》的部分利润捐献给了美国艾滋病研究基金会。《每日电讯报》的Neil McCormick评论道：“（珍妮）从这张专辑开始成为了一名真正意义上的同性恋偶像，在《再次重逢》这首反艾滋病歌曲中的表现不由的让人想起了反艾滋的艺能界先驱黛安娜·羅絲，而在鼓励人们勇敢面对自己性取向的歌曲《Free Xone》则是一首对同性恋的赞歌，而罗德·斯图尔特的经典老歌《Tonight's the Night》则由珍妮诠释的充满了女同性恋的魅力。”《滚石》杂志则认为《Free Xone》是整张专辑中最优秀的歌曲，形容它是一首优秀的反同性恋恐惧症歌曲，从王子般的曲风完美的过渡到Archie Bell and the Drells的《Tighten Up》的吉他片段，每一个细微的部分都透出无限的情绪、节奏感和戏剧张力。而《華麗的冒險》也被美国国家黑人同性恋领导论坛高度评价，并被授予第十九届同性恋反诽谤联盟媒体奖最佳音乐专辑奖。
1998年，珍妮展开了自己名为The Velvet Rope World Tour的世界巡演，总共跨越了欧洲，北美，非洲，亚洲和大洋洲等地区。《洛杉矶时报》的Robert Hilburn报道到：“这次巡演犹如一出充满了魅力与企图心的百老汇歌舞剧，而唯一的目的就是为了凸显出她是这场演出的‘创作者和导演’。”而由HBO电视台制作的演唱会特辑《The Velvet Rope: Live in Madison Square Garden》更是吸引了全美1500万的电视观众，将其他四大主要电视网的同时段收视率远远的甩在了身后。这场演唱会特辑也使HBO电视台入围了四项艾美奖并最终获得一项大奖。珍妮也向克林·鲍威尔发起成立的非盈利组织美国希望联盟捐出了一部分门票，以帮助儿童和青年健康成长。
1998年11月，珍妮与丈夫Elizondo Jr.分居。随着她的世界巡演于1999年结束，珍妮开始在其他艺术家的音乐作品中客串，包括在电影《当老牛遇到嫩草》的原声专辑中与夏奇合作的《Luv Me, Luv Me》、《亲情密西西比》原声专辑中的《God's Stepchild》；与Blackstreet合作的《Girlfriend/Boyfriend》、与巴斯达韵合作的《到底会如何》，她也与艾爾頓·強一起推出了歌曲《I Know the Truth》。在1999年的世界音乐奖上，珍妮从歌坛传奇雪儿手中接过了一座杰出贡献奖。1999年末，《公告牌》杂志将她誉为20世纪90年代最成功的女歌手第二名，仅次于玛丽亚·凯莉。

### 2000–2003：《肥佬教授2：我们才是一家人》和《珍爱》
2000年7月，珍妮第二部主演的电影《肥佬教授2：我们才是一家人》上映，在片中她饰演埃迪·墨菲的女友Denise Gaines教授。这成为了珍妮第二部票房排行榜冠军电影，上映首周的周末票房成绩就突破4200万美元。而在电影的原声大碟中，她演唱的歌曲《無關緊要》也成为了她第九支公告牌单曲榜冠军单曲。同年，珍妮的丈夫提请离婚。《娱乐周刊》的Jeff Gordinier报道到：“13年前杰克逊与Elizondo相识，8年后（两人）结婚，但是约定不仅向公众隐瞒，甚至连珍妮的父亲都毫不知情。”Elizondo提出了一项高达数百万美元的离婚诉讼，要求分割珍妮至少1000万至2500万美元的财产，这场官司直到2003年才落下帷幕。
2001年5月，珍妮因“细腻而精致的音乐，广受各界好评的声誉，对社会问题的关注以及创纪录的唱片销量”而被授予了美国音乐奖特殊贡献奖。与此同时，她也因对音乐、音乐录影带和流行文化的巨大贡献，以及对MTV时代人群的巨大影响力，而被授予第一届MTV 辉煌巨星奖。
珍妮的第七张专辑《珍愛》於2001年4月上市，發行首周即登上专辑榜第一。而首周65万张的专辑销量，也是她职业生涯中的新纪录。Allmusic的资深编辑Stephen Thomas Erlewine形容这张专辑“是一次超过70分钟的，奢华、感性以及舒适的音乐旅程，甚至比你更懂得你自己的需求。”《纽约时报》的首席娱乐记者Jon Pareles评论道：将节奏布鲁斯与嘻哈音乐完美契合，杰克逊女士创造了一个令人目不暇接的奢华新体验。专辑首支同名單曲《都給你》首周仅靠电台点播率即杀入单曲榜，排名十四。MTV的Teri VanHorn形容珍妮因这首打破电台播放记录的歌曲而成为“广播皇后”。单曲正式发售之后毫无悬念的摘得了单曲榜的冠军，并连续七周排名第一。它也同时获得了2002年葛萊美獎最佳舞曲錄音奖。節奏輕快的專輯第二支單曲《叫我情人的人》則在单曲榜上最高排名第三。《珍愛》由RIAA认证为双白金专辑，全球累计销量超过900万张。
珍妮·杰克逊的巡演All for You Tour与2001年7月展开，《洛杉矶时报》的流行音乐评论员Robert Hilburn却给演唱会一个负面的评价，认为瑪丹娜的沉淪世界巡回演唱会和布兰妮·斯皮尔斯的梦中梦巡回演唱会更加的出色，他说：“杰克逊已经35岁了，只比瑪丹娜年轻8岁，但是她在舞台上的表现却更加像正处青少年的布兰妮·斯皮尔斯。瑪丹娜懂得去挖掘我们内心潜在的东西，而杰克逊却只留与表面。”当然，Hilburn的评论也遭到了许多其他乐评家的反驳，他们认为珍妮的演出是出色的。David Massey评论道：“珍妮超越了物质女孩一大截...仅凭一些图片就能认为珍妮的演唱会像布兰妮的？Hello，他们完全不搭界的好哇？”Rudy Scalese也认为“珍妮完全没有丢掉自己的节拍，她仍然是我们的流行女皇！”珍妮向美国男孩女孩俱乐部捐献了部门的门票，该基金会的主席Roxanne Spillett非常感谢珍妮对他们事业的支持并说：“她的慷慨资助使得我们能够为年轻人找寻更多的希望和机会。”
2002年，珍妮·杰克逊与雷鬼乐手Beenie Man合作了单曲《Feel It Boy》。但在发现Beenie Man之前的音乐作品中经常出现反同言论之后，她对他们的合作感到非常的后悔。随后，她在《The Voice》杂志上向她的同性恋歌迷公开道歉。同年，珍妮与唱片制作人杰梅因·杜普里开始约会。

### 2004–2005：超级盃露乳事件和《达米塔·乔》
2004年2月，珍妮受邀在超级碗半场休息时表演，当演唱完自己的两首歌曲《All for You》和《Rhythm Nation》后，她与歌手贾斯汀·提姆布莱克一同表演了后者的歌曲《Rock Your Body》。当贾斯汀唱完歌中的歌词“最后让你脱光光(gonna have you naked by the end of this song)”后，他扯掉了珍妮的上衣，使其右乳通过卫星转播在将近9000万观众面前暴露（虽然乳頭有被一个金黃色圓狀的乳貼遮住而沒有完全裸露）了0.8秒。表演结束后珍妮立即向大众道歉，并声称这只是一次事故而非刻意安排，原先预想的舞台效果只是贾斯汀撕掉外侧的皮质紧身衣，而留红色的胸罩在身上。她还表示：“如果有冒犯到任何人，我真心的表示歉意。但这真的不是我的本意...MTV、CBS以及国家橄榄球联盟都不曾预计到会发生什么，但是不幸的是，最后还是出现了差错。”贾斯汀也表达了自己的歉意，并表示这只是一起普通的走光事件。《时代周刊》报道说，这0.8秒是数位录影机TiVo上被重播次数最多的画面，而《福布斯》杂志的Monte Burke更宣称，这一事件也让TiVo公司的签约订购额大增。2007年版的《吉尼斯世界纪录大全》中称这一事件是互联网史上被搜索最多的以及被搜索最多的新闻事件。虽然CBS、国家橄榄球联盟以及MTV电视台（CBS电视台的姊妹台，并负责半场休息表演）均表示对事件事先并不知情，且不愿对其负责。但是美国联邦通信委会最后仍以疏于管理的名义向CBS开出了一张55万美元的巨额罚单。
事件之后CBS高层极为震怒，扬言如果珍妮和贾斯汀不公开向电视网道歉，将立即封杀两人并且他们也将不被获邀参加一周之后即将举办的第46届葛莱美奖颁奖典礼。贾斯汀·提姆布莱克最终妥协，向CBS公开道歉。但是珍妮坚持这只是一次很普通的走光事件而拒绝向CBS道歉。而珍妮的男友Jermaine Dupri也从葛莱美奖组委会中请辞，以表达对自己女友的支持。这一事件也终止了珍妮为ABC电视台主演传奇女歌手、民权主义斗士莲纳·荷恩的电视传记影片的计划。据报道称，莲纳·荷恩为露乳事件大为光火，并极力要求ABC电视台另谋其他演员来饰演自己。因为珍妮此前的行为，让觉得莲纳就算自己退出也愿意。
珍妮的第八张录音室专辑《Damita Jo》於2004年5月上市，这张专辑的名称来自于珍妮的中间名。专辑推出首周上榜排名第二。Allmusic的Stephen Thomas Erlewine描述这张专辑：“就像听觉上的硬核色情杂志一样，毫无想象力且充满了简单的重复。”但《Blender》杂志的Ann Powers则认为这张专辑：“结构巧妙，条理清晰。足以扭转人们因露乳事件而对珍妮产生的负面看法。”RIAA最终将《Damita Jo》认证为白金唱片，而在世界范围内也销售近300万张。虽然专辑在专辑榜上成绩不错，最高排名第二，但是专辑中的单曲却没有一首能超越Top40的名次。《公告牌》杂志的Keith Caulfield说：“对像珍妮·杰克逊这样一位拥有27支Top10单曲，其中10支更是冠军单曲的歌手来说，这样的成绩应该算是令人失望的。”《公告牌》杂志的Clover Hope评论道：“专辑惨败的一个重大原因就是超级碗事件对人们的影响”。而珍妮时任维京唱片黑人音乐部门总裁的男友Jermaine Dupri也宣称：“感受不到母公司一丁点的支持。”
2004年4月10日，珍妮主持了一集《周末夜现场》并演唱了两首自己的歌曲，同年她还在美国情景喜剧《威尔与格蕾丝》中客串演出，饰演自己。2004年11月，她因艺术上的巨大成功而入选了美国百大黑人。虽然《New York Amsterdam News》报道称，部分评委会的委员因超级碗事件对这位38岁的歌手持保留意见，但是组委会的主席Paul Williams却解释道：“瑕不掩瑜，一次无心之错并不能代表这位歌手的全部。”2005年6月，珍妮也被人权战线这一同性恋权益组织授予了一项人道主义奖。洛杉矶艾滋病研究防疫中心也为这位歌手多年来利用自己的知名度为组织筹款而表达感谢。

### 2006–2007：《20 Y.O.》和《我为什么结婚了？》

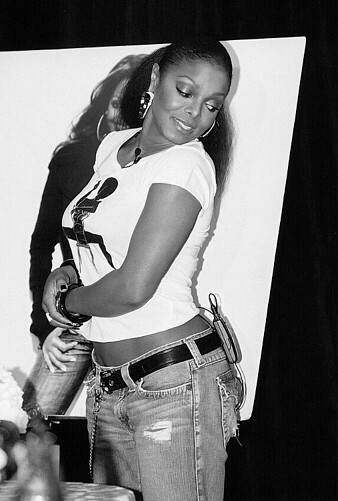
珍妮在2006年一次新闻发布会前检查自己的麦克风

为了推广自己的第九张录音室专辑《20 Y.O.》，珍妮登上了《US Weekly》杂志2006年6月号的封面，这也使这期杂志创下了创刊以来的发行纪录。维京唱片与该年9月正式发行了这张专辑，专辑在告示牌專輯榜上最高排名第二。《公告牌》杂志的Janine Coveney说：「专辑的标题"20年来"，是为了纪念珍妮在1986年发行的那张标志性与突破性兼具的创纪录专辑《Control》。」而《滚石》杂志的Evan Serpick说：“这张珍妮·杰克逊新专辑的标题，指代的是她20年前那张伟大的，并以其中的歌曲《Nasty》和《What Have You Done for Me Lately》引领一代风格的专辑《Control》。但如果我们是她，我们绝对不会去做比较。”而《Newsday》的Glenn Gamboa却给了专辑一个正面的评价，她在文中指出：“在《20 Y.O.》中，歌手舍弃了所有所谓突破自由极限或表述自己观点的条条框框，保持了今年来她专辑的最大尺度和性感张力。这张专辑中体现的只有舞蹈和她的R&B本质。”
专辑的主打单曲《请求我》由珍妮与著名饶舌歌手奈利合作，最高排名单曲榜第25位。《20 Y.O.》由RIAA认证为白金唱片，在美国销售了逾67万9000张，并在全球销售了近120万张。《公告牌》报道说：“随着《20 Y.O.》的发行，令珍妮完成了与维京公司的唱片合约。而珍妮的男友，也是《20 Y.O.》的专辑制作人，负责维京黑人音乐事业部的Jermaine Dupri也因专辑的"糟糕表现"而离开了公司。”
2007年1月，珍妮被《福布斯》杂志评选为世界上最富有的女艺人第七名，估计她的资产总额超过1亿5000万美元。同年，她在Tyler Perry的新片《我为什么结婚了？》中饰演了一名名为Patrica的心理医生。该片凭借首周2140万的票房成绩，成为珍妮第三部北美票房冠军电影。《综艺》杂志的Ronnie Scheib形容珍妮在剧中的表现迷人且富含魅力。而《波士顿环球报》的记者Wesley Morris则评价珍妮给这个角色带来了一种“温柔的权力”。珍妮也凭借这一角色在2008年2月获得了美国有色人种促进协会形象奖最佳女配角奖。

### 2008–2009： 《流行定律》、哥哥迈克尔·杰克逊之死和《冠军纪录》

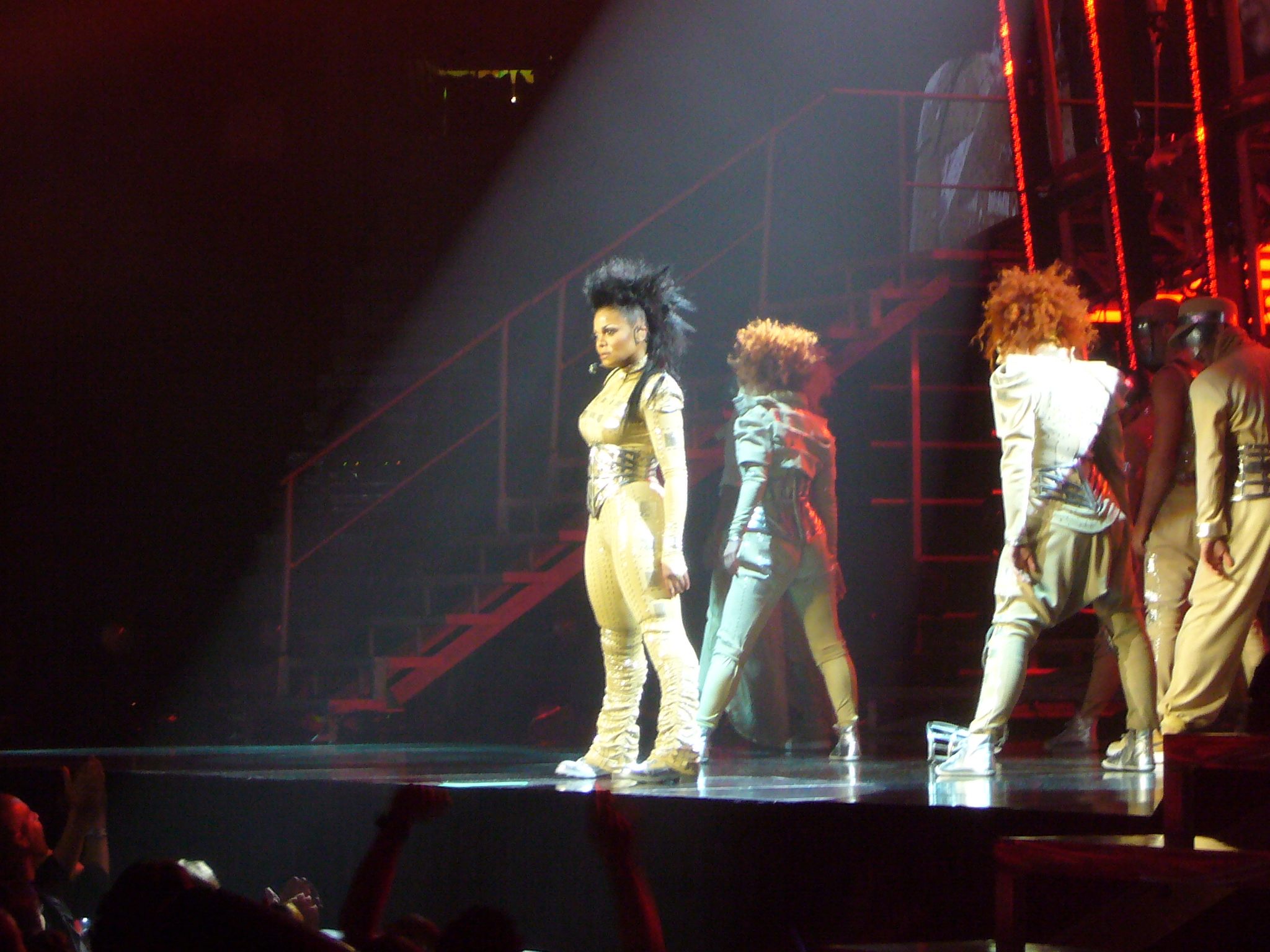
珍妮2008年在世界巡演《Rock Witchu Tour》中表演

2007年，珍妮·杰克逊与环球旗下的小島唱片签约，並於2008年2月发行了第十张录音室专辑《流行定律》。专辑再一次登上了美国专辑榜的第一名。《娱乐周刊》的Margeaux Watson说：“她那些为了男孩子痴迷的俗气歌词听起来就像歌手害了相思病一样，肯定又会将这位过气的流行偶像推向评论家笔下的风口浪尖。”《Allmusic》的Andy Kellman却认为：“虽然珍妮已经不可能再像在80年代末那样的呼风唤雨，但是就此将她忘却也是不现实的。”专辑主打单曲《Feedback》在单曲榜上最高排名19。2008年4月，珍妮·杰克逊获得了美国同性恋反诽谤同盟“先锋奖”，表彰她多年来为同性恋权益所作出的巨大贡献。美国同性恋反诽谤同盟的主席Neil G. Giuliano在致辞中说到：“杰克逊女士一直为同性恋族群作出巨大的贡献，她也一直与我们一道与这个世界上许许多多针对同性恋的歧视与诽谤的现象做着斗争。”珍妮的第五次大型世界巡回演唱会《Rock Witchu Tour》也在同年9月展开。但与此同时，珍妮与她的唱片公司的矛盾却日益恶化，专辑的制作人Rodney 'Darkchild' Jerkins宣称：“公司并没有好好的负责推广这张专辑，珍妮也没有受到像她这样一位艺术家应该享受到的待遇。”在与小島唱片签约14个月之后，珍妮的新专辑在美国只销售了44万9000张，并没有获得任何的认证。據《公告牌》报道，珍妮对唱片公司对她专辑的宣传力度非常不满，而唱片公司最终也应歌手的要求而与之解约。
2009年6月，珍妮的兄长，一代传奇巨星迈克尔·杰克逊去世，享年50岁。在2009年的黑人娱乐电视大奖上，珍妮代表她的家族，向所有关心他们的人表示感谢，并表达了他们对迈克尔深深的思念：“对于大家而言，迈克尔·杰克逊是一个娱乐符号，是一个象征。对我来说，迈克尔是一个亲人，他将永远活在我们所有人的心中！我代表我和我的家人，向你们每一个人表示感谢，谢谢你们的爱，谢谢你们所有人的支持。我是如此的想念他！”其后她接受了《时尚芭莎》的专访，在专访中她透露，在得知她兄长的死讯时，她正在亚特兰大拍摄电影《我为什么又结婚了？》。在参加完一系列公开的以及家庭私人的悼念会之后，她又开始专注于工作。不看电视，不看报纸，避免一切能联想到迈克尔的事物，她说：“虽然面对现实也非常的重要，但是这也不能说是在逃避。只是有时候，你真的需要将自己抽离一小会。”与此同时，她与相恋7年的男友Jermaine Dupri分手。當年9月，珍妮在MTV音乐录影带大奖（VMA）颁奖典礼中向迈克尔·杰克逊致敬的表演单元中演唱了当年兄妹兩人合作的歌曲《Scream》。MTV音乐台的总经理Stephen Friedman说：“没有人能比珍妮更好的抓住表演的精髓并传递一个强烈的讯息。”她与数位知名的舞者在表演中合作，而她长期的艺术指导Gil Duldulao则负责策划了整场演出。这次演出也获得了评论界的高度赞扬，《娱乐周刊》的Michael Slezak评论道：“她在舞台上努力的排练，就像一名初出茅庐力争上游的新晋艺人一般，而这种向迈克尔致敬的感情，是实实在在发自内心的。”
在2009年MTV音乐录影带大奖颁奖典礼之后，珍妮在自己的官网上公布以流媒体的形式公开了自己的新单曲《让我》，其后以数字下载的方式发行。这首单曲也成为珍妮第19支公告牌舞曲榜冠军。在当年的米兰时装周期间，珍妮也主持了美国艾滋病研究基金会的慈善晚会。基金会的CEO Kevin Robert Frost说：“我们为珍妮在米兰所作的一切感到无比自豪...一直以来珍妮都在为世界防艾与抗艾事业做出巨大贡献。”在慈善晚会上，一双原本迈克尔曾想在《This Is It》演唱会上穿的镶满水晶的舞靴也以14650美元的高价拍卖出售，当晚总计为基金会筹得了110万美元的善款。珍妮激动的说：“我想向每一位在这里的时尚圈人士表达感谢，感谢你们对美国艾滋病研究基金会和抗治艾滋病事业的支持。”2009年11月，环球唱片和EMI共同发行珍妮的第二张精选专辑《冠军纪录》，美国以外地区命名为《珍藏》（THE BEST）。精选集在美国专辑榜上最高排名22位，首周销售了37000张。之后，珍妮应邀在2009年全美音乐奖颁奖典礼上做开场表演，她也在同年12月出席了伦敦Capital FM电台在O2体育馆举办的《Jingle Bell Ball》演唱会，作为嘉宾参与演出。

### 2010–2014：电影计划、書籍《珍我》和《近距离接触》世界巡演
2010年4月，珍妮再一次在Tyler Perry的电影《我为什么结婚了？》的续集《我为什么又结婚了？》中饰演心理医生Patrica。该剧上映首周即获得了3010万的票房成绩，高居北美周末电影票房排行榜的第二位。《波士顿环球报》的Wesley Morris评论该剧是“一场120分钟的情感训练”并认为“看珍妮顶着一头歇斯底里的发型饰演一个歇斯底里的人物重新装修一间乡村俱乐部足足能让你烧掉500大卡的热量。”《纽约时报》的Mike Hale认为珍妮的表现“充满激情且奇怪的有趣”。《赫芬顿邮报》的Jackie K. Cooper则认为“她是剧中最受瞩目的演员，而为了诠释她的角色，她也不介意大家看到她披头散发的样子。”珍妮的表演为她赢得了一项有色人种促进协会形象奖最佳女主角的提名。她为原声专辑配唱的主题曲《Nothing》也于电影上映前发行。2010年5月，她作为表演嘉宾出席了《美國偶像第9季》的决赛现场，表演了自己的名曲《Again》、《Nothing》以及《Nasty》。
2010年，作为美国著名的“精华音乐节”最重要的演出环节，暌违舞台许久的珍妮举办了她2年以来的首场演唱会。并负责拉开了音乐节大幕。美联社报道说：“珍妮·杰克逊周五那两个小时的表演使台下的观众如痴如醉，并让所有到场的歌迷都觉得，就算等待了2年也是值得的。”2010年7月，珍妮继莲纳·荷恩、伊丽莎白·泰勒、劳伦·白考尔和戴安娜·罗斯后，成为美国著名毛皮生产协会美国传奇水貂养殖场协会的皮草品牌宝嘉美新一代代言人，并拍摄了名为“怎样才能成为传奇？”的系列广告。公司的发言人说，选择珍妮作为代言人是因为她“是世界音乐和娱乐史上的偶像，一个真正的传奇。她向众人充分展示了一代传奇所应该有的所有元素，珍妮在娱乐界的地位也就如同宝嘉美在奢侈品界的地位一般。”珍妮的这一广告激怒众多动物权益保障组织以及演艺圈的反皮草人士。著名影星帕米拉·安德森和美国善待动物组织的副总裁Dan Mathews均谴责珍妮的这一行为虚伪，因为珍妮也曾经拒绝为皮草广告代言。2010年8月，环球唱片出版了珍妮的第三张精选輯《经典：冠军纪录》，这是环球唱片《偶像》系列精選中的一张，这系列精选集的文案中写道：“这系列精选集，是音乐史最伟大的艺术家们的标志性歌曲以及最广受歌迷喜爱的歌曲集合。”
2010年11月，珍妮在泰勒·派瑞改编自1975年Ntozake Shange创作的舞台剧《给那些当彩虹出现，就要考虑自杀的有色女孩》的电影《有色女孩》中饰演Joanna。《华尔街日报》的Christopher John Farley高度赞扬了珍妮在剧中的表演：“当她口中朗读出原作者Ntozake Shange撰写的台词——这整部剧的精髓所在...不仅仅像在咖啡店的轻声细说，更像是一场看似平凡但不可辩驳的演说。”而线上杂志Salon.com的Matt Zoller Seitz则评价她：“她已经远远的超越了自己——尤其是在那场她终于发现自己丈夫的秘密的戏中，珍妮那短发造型，倍受创伤的眼神，导演在珍妮身上激发的戏剧张力，老练世故的表现和孤独冷漠刚毅的女性特质融合在一起，不由的会讓人联想起影坛的一代传奇珍·惠曼和琼·克劳馥。不得不说，Peryy是一位出色并有巨大洞察力的导演。”《纽约时报》的Manohla Dargis评论说：“珍妮·杰克逊虽然演出经验不足，但表演的还算得当。但她看似平凡的演出却充满了力量。部分是因为她与她的兄长迈克尔都具有的古怪的个性，契合了剧中角色那乖张、傲慢、自以为是但其实内心极度脆弱的特质，就像拉娜·特纳所塑造的一系列荧幕形象一样，透着一股怪异的真实感。”部分的影评家还将珍妮的演出与梅莉·史翠普在《穿著Prada的惡魔》中的演出做比较。她的表现也为她赢得了非裔美国电影人促进基金会举办的2011年黑盘奖最佳女配角奖提名和最佳集体演出奖提名。
2010年11月18日，珍妮接受美国在线的音乐节目《The Boombox》的专访，她宣布计划将在2011年举办她个人职业生涯中规模最大的世界巡演。这场名为《獨一無二：近距离接触》的巡回演唱会将跨越世界上各大洲的35个城市。而举办的城市地点，将由歌迷在她的官方网站上选出。而在表演中，她也将自己在各大排行榜上的35首冠军单曲作为礼物奉献给这座城市。珍妮也与美国玩具公司美泰尔合作发售以自己为形象的一款限量版的芭比娃娃，命名为“Divinely Janet”。这款娃娃的所有收益也将捐献给美国天使计划基金会。2011年2月15日，珍妮亲自撰写的首部自助书《珍我：如何发现自己与爱自己》出版，并在3月登上了纽约时报畅销书榜的首位。2011年3月，她与狮门娱乐签了一部电影的制作合约，将由自组的独立工作室独立制作与发行一部电影。狮门娱乐电影制作与发行部的总裁Mike Paseornek说：“珍妮是一个充满实力的艺人，并深受观众的喜爱。我们深信她会在大荧幕上也给我们带来精彩的演出。我们对能帮助她完成充满激情和才华的构思而深感荣幸。“随后，珍妮成为第一位在巴黎卢浮宫由著名设计师贝聿铭设计的玻璃金字塔中表演的女艺人。这场慈善演出也是为了修复卢浮宫的工作而筹集善款。卢浮宫的艺术总监Henri Loyrette说：“作为这个世界最出色的艺术家之一，珍妮·杰克逊让我们深感自豪，她激情四射的演出也和玻璃金字塔同样是这个世界上的杰作之一。”2011年8月，珍妮宣布与宝嘉美续约两年，宝嘉美的CEO Joe Morelli说：“我们在对产品今后的推广工作的讨论中达成共识，觉得珍妮在此前的表现完全符合我们的要求，她的魅力、豪华的特质和精致的品质完全符合宝嘉美的特点。”2011年，珍妮与该品牌合作的15件珍贵的毛皮制品在薩克斯第五大道和布鲁明黛百货公司出售。
2012年，珍妮成为减肥产品制造商NutriSystem代言，并与该公司一起将价值1000万美元的食物捐献给有需要的人群。

### 2015–2019：《堅固柔情》、世界巡演和搖滾名人堂
2015年5月，珍妮宣佈計劃在秋天發行新專輯並開啟新的一輪巡迴演唱會，而新專輯以她自己的公司Rhythm Nation發行，與BMG 音樂版權管理公司合作。珍妮也成爲少數擁有自己唱片公司的非裔美國女歌手之一。
6月22日，珍妮·杰克逊的新單曲《No Sleeep》發行，立即在告示牌百大單曲榜、Twitter Trending 140上排名第一。而後與傑寇合作的專輯版本更以第63名的成績再次進入單曲榜，同時也在成人R&B歌曲排行榜上名列前茅。
8月20日，珍妮發佈了新歌《The Great Forever》的預告片，同時也宣布了新專輯命名為「Unbreakable」。製作人Jimmy Jam與Terry Lewis表示，這張專輯的主題反映了“能夠脆弱並能夠承受你所遇到的一切”。專輯另一首新歌《BURNITUP!》與蜜西·艾莉特合作，於9月24日在BBC廣播一台首播。
珍妮·杰克逊的第11張錄音室專輯《Unbreakable》於2015年10月2日正式發行。該專輯獲得《華爾街日報》、《紐約時報》、《今日美國》、《洛杉磯時報》和《衛報》等媒體的高度評價。並在發行一週在Billboard 200上摘下冠軍，成爲珍妮第七張在排行榜上排名第一的專輯。
珍妮·杰克逊在2018年的告示牌音樂獎上獲得告示牌偶像獎。珍妮在接受該雜誌採訪時透露，她正在創作新音樂。2018年8月17日，珍妮發行了單曲《Made for Now》，與洋基老爹合作。
2018年10月，珍妮·杰克逊進入搖滾名人堂的提名名單，並在年底被宣佈爲2019年搖滾名人堂七名入圍者之一。

## 音乐作品
告示牌冠軍專輯（Billboard 200）
1. 《Control》【2週】1986.7.5（1986年終#6）
2. 《Janet Jackson's Rhythm Nation 1814》【4週】1989.10.28（告示牌1990年度最佳專輯）
3. 《janet.》【6週】1993.6.5（1993年終#4）（1994年終#8）
4. 《The Velvet Rope》【1週】1997.10.25（1998年終#27）
5. 《All for You》【1週】2001.5.12（2001年終#25）
6. 《Discipline（英语：Discipline (Janet Jackson album)）》【1週】2008.3.15（2008年終#102）
7. 《Unbreakable（英语：Unbreakable (Janet Jackson album)）》【1週】2015.10.24（2015年終#159）

告示牌冠軍單曲（Billboard Hot 100）
1. 〈When I Think Of You〉 【2週】 ●1986.10.11（1986年終#32）
2. 〈Miss You Much〉【4週】 ▲1989.10.7（1989年終#5）
3. 〈Escapade〉【3週】 ●1990.3.3（1990年終#15）
4. 〈Black Cat〉【1週】 ●1990.10.27（1990年終#59）
5. 〈Love Will Never Do (Without You)〉【1週】 ●1991.1.19（1991年終#19）
6. 〈That's the Way Love Goes〉【8週】 ▲1993.5.15（1993年終#4）
7. 〈Again〉【2週】 ▲1993.12.11（1993年終#74）
8. 〈Together Again〉【2週】 ●1998.1.31（1998年終#6）
9. 〈Doesn't Really Matter〉【3週】 ●2000.8.26（2000年終#18）
10. 〈All for You〉【7週】 ▲2001.4.14（2001年終#3）

## 电视作品
- 《杰克逊一家（英语：The Jacksons (TV series)）》（The Jacksons） (1976–77)
- 《美好时光》（Good Times） (1977–79)
- 《新式家庭》（A New Kind of Family） (1979–80)
- 《细路仔》（Diff'rent Strokes） (1980–84)
- 《名扬四海》（Fame） (1984–85)

## 电影作品
- 《馬路羅曼史（英语：Poetic Justice (film)）》（Poetic Justice） (1993)
- 《肥佬教授2：我们才是一家人》（Nutty Professor II: The Klumps） (2000)
- 《我为什么结婚了？》（Why Did I Get Married?） (2007)
- 《我为什么也结婚了？》（Why Did I Get Married Too?） (2010)
- 《彩虹艳尽半边天》（For Colored Girls） (2010)

## 文学作品
- 《珍我：如何发现自己与爱自己》（True You: A Journey to Finding and Loving Yourself） (2011)

## 巡回演唱会
- 節奏國度世界巡迴演唱會（Rhythm Nation World Tour） (1990)
- 珍納世界巡迴演唱會（janet. World Tour） (1993–95)
- 華麗冒險巡迴演唱會（The Velvet Rope World Tour） (1998–99)
- 珍愛巡迴演唱會（All for You Tour） (2001–02)
- 一起搖滾巡迴演唱會（Rock Witchu Tour） (2008)
- 獨一無二：捨不得你演唱會（Number Ones: Up Close and Personal） (2011)
- 堅固柔情世界巡迴演唱會（Unbreakable World Tour） (2015–16)
- 世界之州巡迴演唱會（State of the World Tour） (2017–19)
- 珍納·積遜：節奏國度30週年慶祝紀念演唱會（Janet Jackson: A Special 30th Anniversary Celebration of Rhythm Nation） (2019)